# La Neuville-sur-Oudeuil
La Neuville-sur-Oudeuil ist eine französische Gemeinde mit 304 Einwohnern (Stand 1. Januar 2022) im Département Oise in der Region Hauts-de-France. Die Gemeinde liegt im Arrondissement Beauvais und ist Teil der Communauté de communes de la Picardie Verte und des Kantons Grandvilliers.

## Geographie
Die im Westen vom Staatswald Forêt Domaniale de Malmifait begrenzte Gemeinde liegt rund 5,5 Kilometer östlich von Marseille-en-Beauvaisis.

## Geschichte
Der Ort wurde wohl um 1180 von Pierre de Milly auf aus dem Wald gerodetem Gebiet gegründet.

## Einwohner
| 1962 | 1968 | 1975 | 1982 | 1990 | 1999 | 2006 | 2011 |
| ---- | ---- | ---- | ---- | ---- | ---- | ---- | ---- |
| 223  | 213  | 237  | 273  | 270  | 283  | 300  | 346  |

## Verwaltung
Bürgermeister (maire) ist seit 2014 Thierry Versluys.

## Sehenswürdigkeiten
- Kirche Saint-Michel[1]